# Santuari de la Mare de Déu del Puig

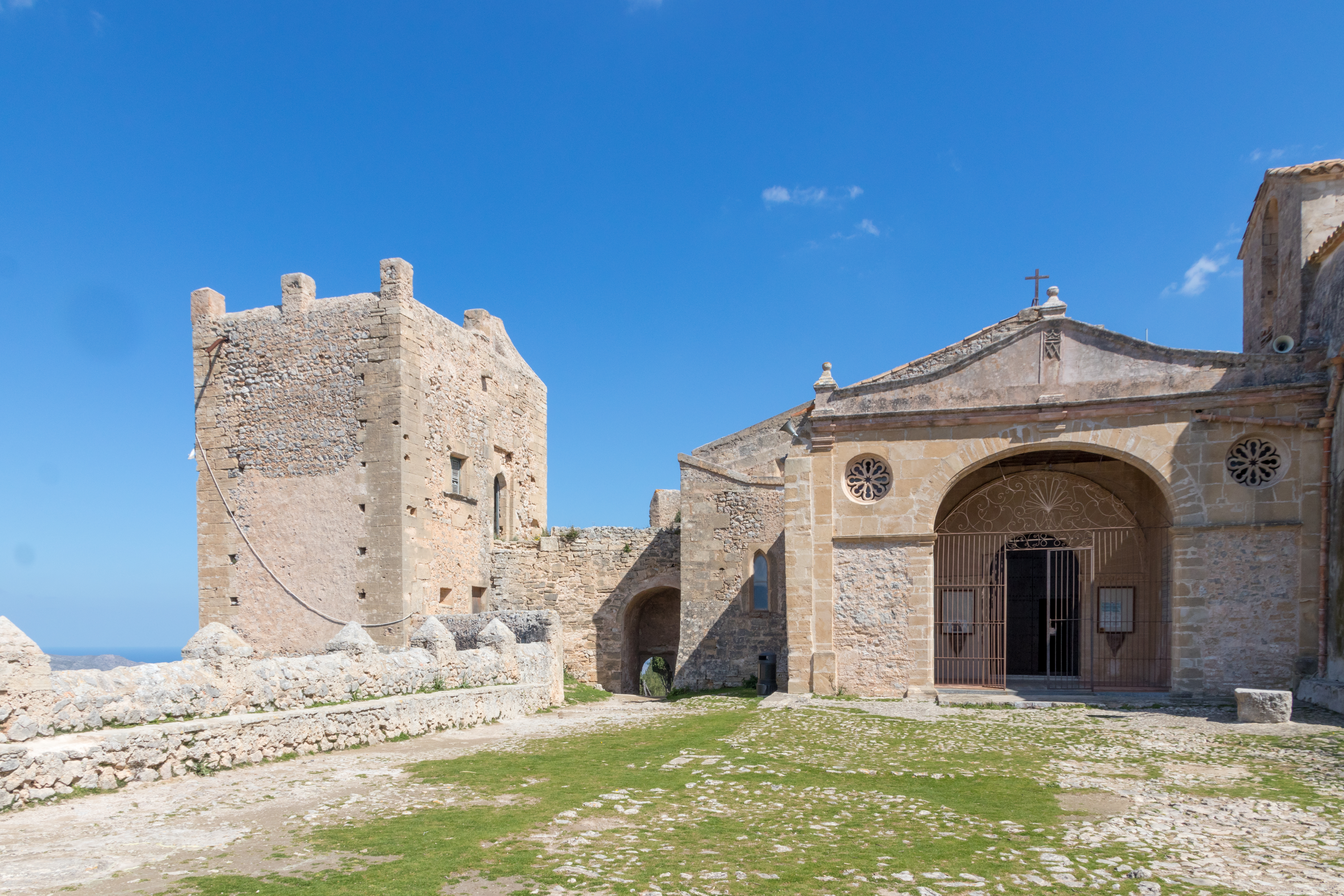
Santuari de la Mare de Deú del Puig: Wehrturm, Verteidigungsmauer und Kirche

Das Santuari de la Mare de Deú del Puig (kastilisch Santuario de la Mare de Déu del Puig) ist eine ehemalige Klosteranlage auf dem 330 Meter hohen Berg Puig de Maria in der Gemeinde Pollença auf der spanischen Mittelmeerinsel Mallorca. Sie liegt südöstlich der Kleinstadt Pollença. Die im 14. Jahrhundert gegründete Anlage ist über die Straße Ma-2220 und einen von dort abgehenden Steig erreichbar. Das Kloster bestand aus einer kleinen Kapelle, einem Wehrturm und Wirtschaftsgebäuden. Es beherbergte verschiedene Nonnen- und Mönchsorden. Seit die letzten Bewohner das Kloster verließen, wird das Wallfahrtsheiligtum im Auftrag der Kirche als Herberge weiterbetrieben.

## Geschichte
Am 31. März 1348 wurde die Gründung des Heiligtums durch Berenguer Batle (1332–1349), den Bischof von Palma, autorisiert. 1355 wurde die Kirche geweiht. Die ersten drei Laienschwestern aus Pollença lebten dort ab 1362 nach den Regeln des Heiligen Petrus und gründeten später mit siebzehn weiteren Frauen eine Klosterschule. Daneben unterhielten sie eine Bibliothek und organisierten Wirtschaft, Alten- sowie Krankenpflege. Papst Clemens VII. bestätigte 1388 die Klostergemeinschaft und stellte sie unter die Regeln der Augustinerinnen. Die Frauen wurden Einsiedlerinnen der Regulären Augustiner Chorherren genannt. Von 1414 bis 1564 wurde die Klosteranlage um Kapitel, Dormitorium, Refektorium und Küche erweitert. Zur Verteidigung dienten ein Wachturm und festungsartige Mauern. Hier fanden die Bürger Pollenças am 30. und 31. Mai 1550 Schutz, als die Gemeinde von 1.500 Korsaren überfallen wurde.
Aufgrund der Beschlüsse des Konzils von Trient wechselten die Ordensschwestern nach Palma und gründeten dort eine neue Gemeinschaft. Die Klosteranlage wurde hauptsächlich im 16. und 18. Jahrhundert durch das Bistum ausgebaut und renoviert. 1917 wurde sie der Ordensgemeinschaft des Heiligen Paulus und des Heiligen Antonius unterstellt. Die letzten Gläubigen verließen 1988 den Ort.
Im Santuari de la Mare de Deú del Puig wird heute eine kleine Herberge unterhalten. Ende des 19. Jahrhunderts wurde die Kirche, in der sich eine Statue der Heiligen Maria mit Christuskind befindet, auf Initiative des Dichters und Theologen Miquel Costa i Llobera (1854–1922) renoviert. Im Treppengang der Herberge werden eine Münzsammlung, Haushaltsgegenstände und Werkzeuge ausgestellt.

## Traditionen und Legenden
Mitte des 14. Jahrhunderts soll sich auf dem Puig de Pollença ein Marienwunder ereignet haben. Eines Nachts beobachtete eine von drei im Ort gottgefällig lebenden, stark gläubigen Damen ein Licht am gegenüberliegenden Berg. Als sich das Ereignis in den folgenden Nächten wiederholte, untersuchten sie gemeinsam mit dem Gemeindepfarrer die Erscheinung. Auf dem Berg entdeckten sie eine Marienfigur, die in die Kirche von Pollença gebracht werden sollte. Aber selbst zu Hilfe geholte starke Männer konnten die Statue nicht wegbewegen. Dies wurde als göttliches Zeichen gedeutet und es wurde beschlossen, an jenem Platz eine Kapelle zu errichteten.
Am Ostermontag prozessieren Bewohner Pollenças zur Herberge auf dem Puig de Maria, um die „Festa del Puig“ zu feiern.

## Wanderweg
Der Weg auf den Klosterberg beginnt am südöstlichen Ortsrand von Pollença. Der teils steil angelegte ruppige Pflasterweg ist als Variante des Fernwanderweges GR 221 ausgeschildert. Für den Aufstieg ist etwa eine Gehstunde einzuplanen.

## Galerie

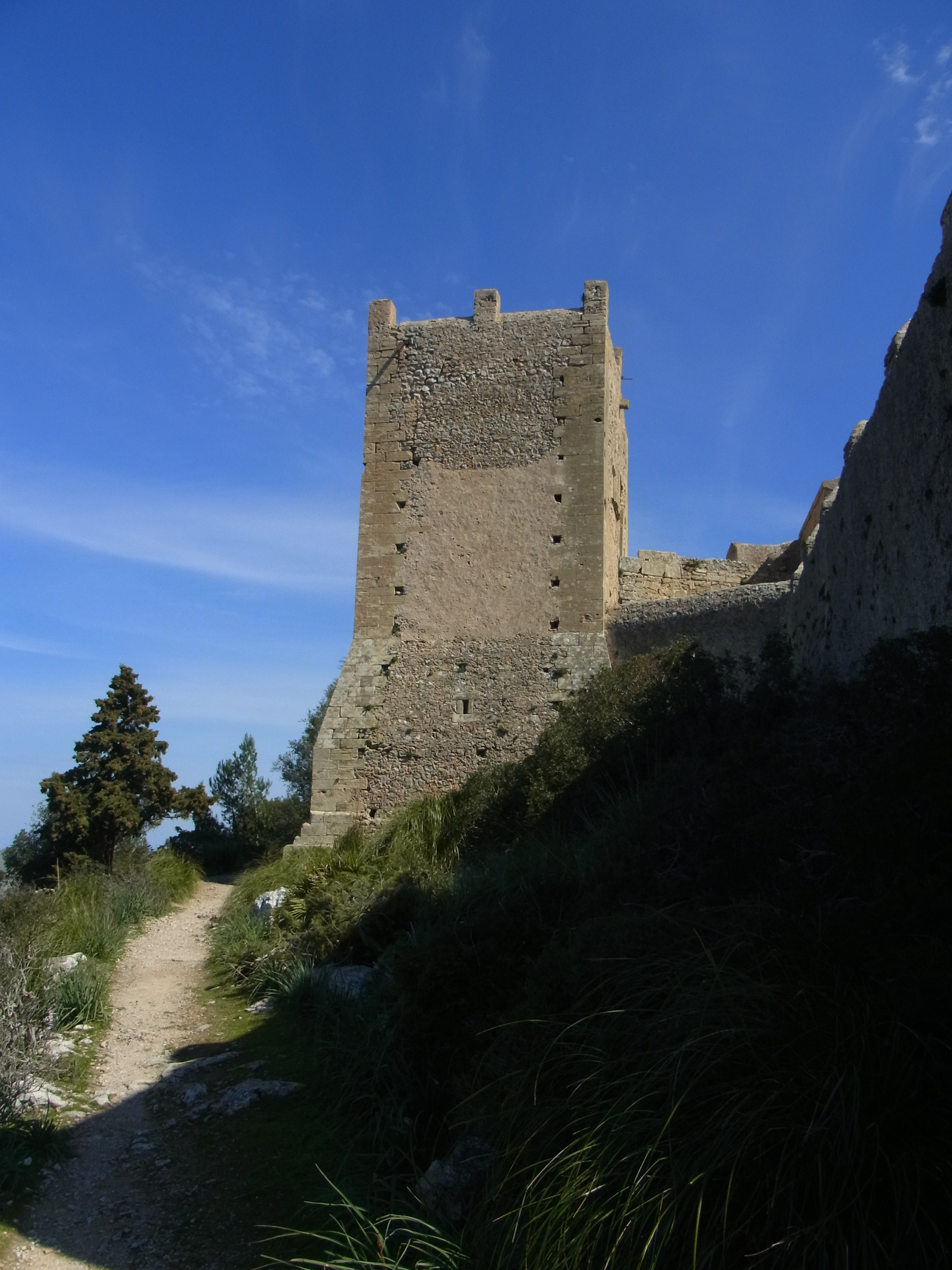
Wehrturm
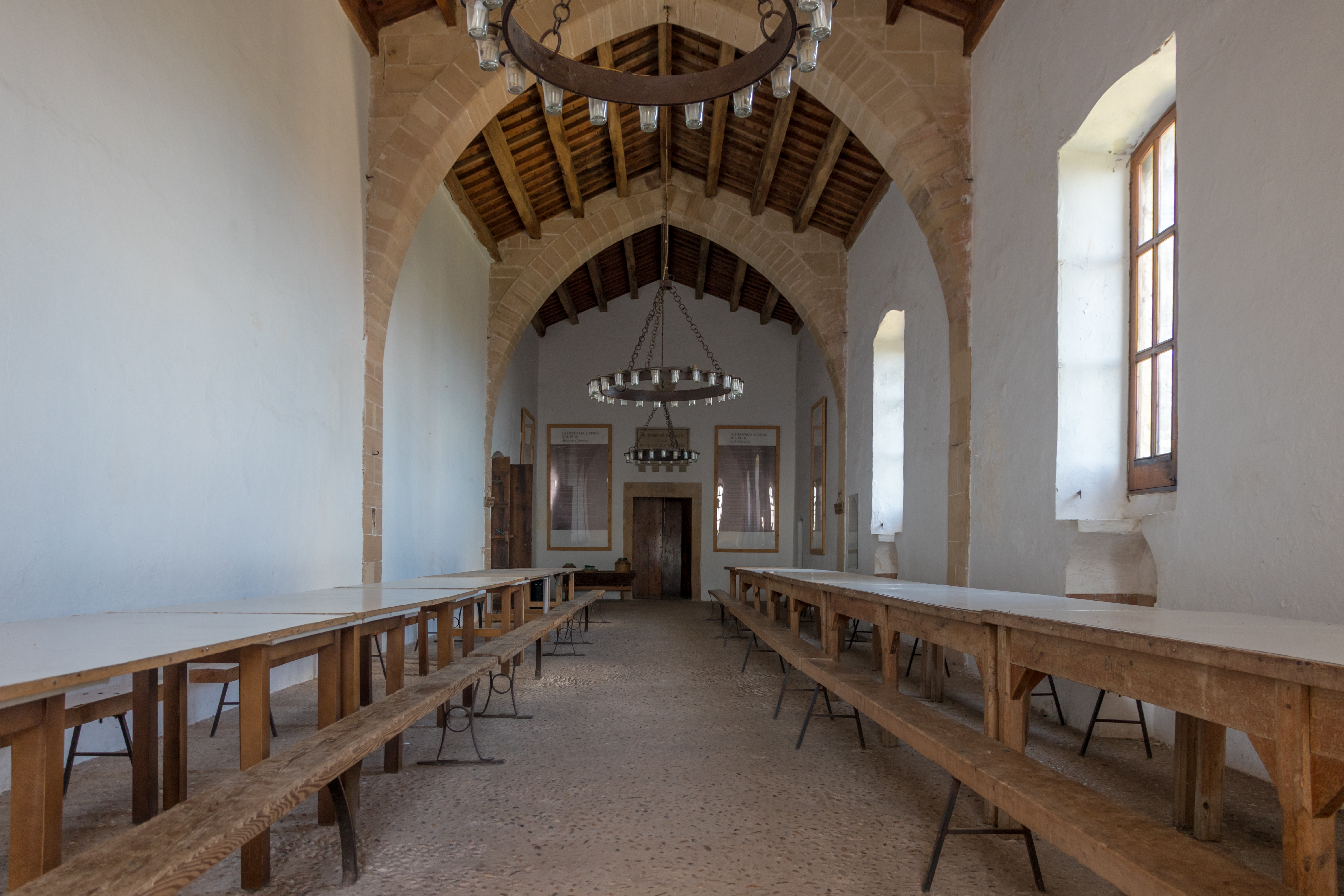
Refektorium
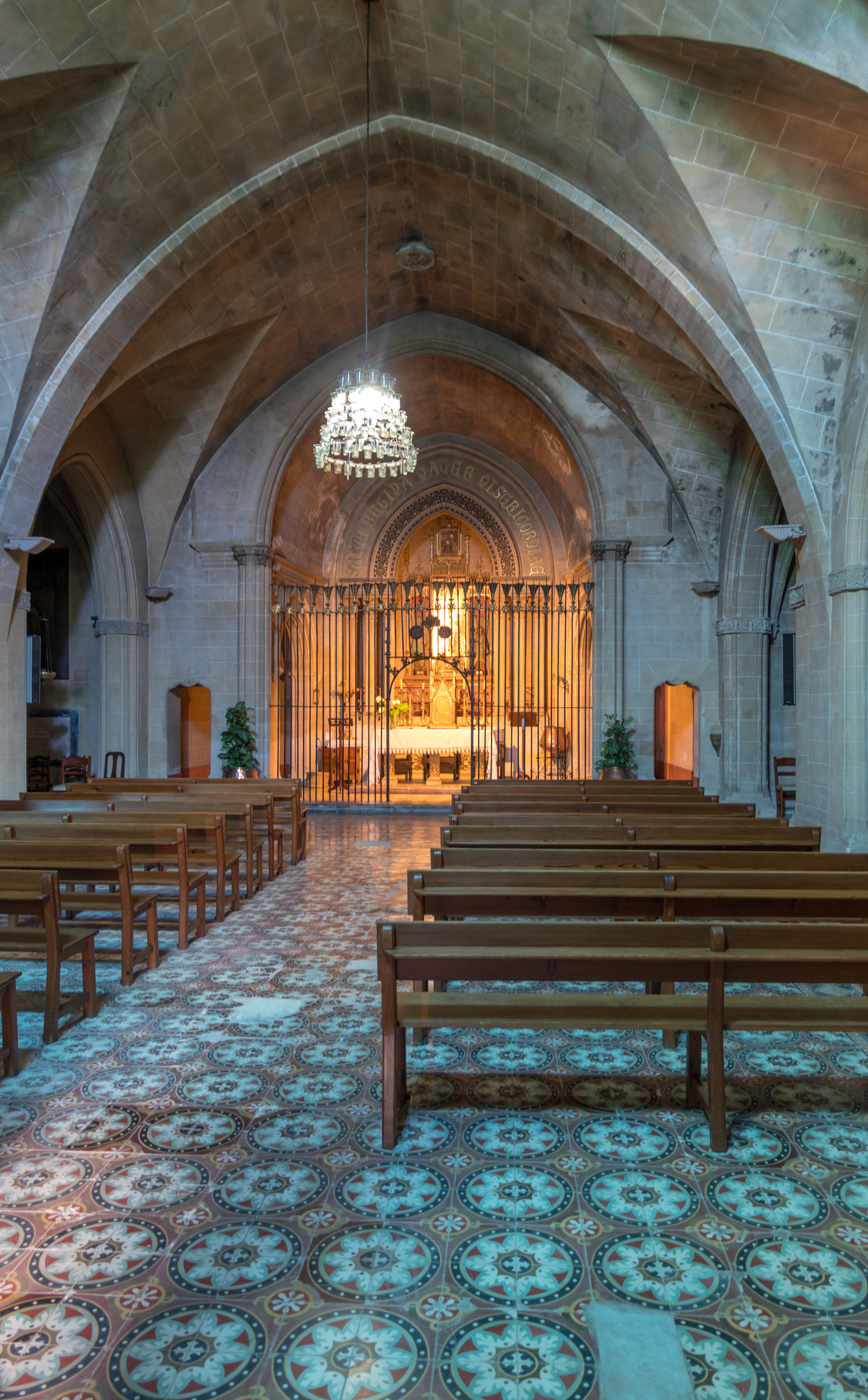
Kirche und Altar